# 吉多·巴布詹尼
吉多·巴布詹尼（1955年1月31日—）是一位意大利群体遗传学家、进化生物学家和科普作家，毕业于费拉拉大学，曾工作于石溪大学、帕多瓦大學和博洛尼亚大学，现为费拉拉大学教授。